# Euphiusa
Euphiusa là một monotypic chi bướm đêm thuộc họ Erebidae.

## Loài
- Euphiusa harmonica (Hampson)